# Aura Noir
Gli Aura Noir sono una band black metal di Oslo, Norvegia formata nel 1993.

## Storia

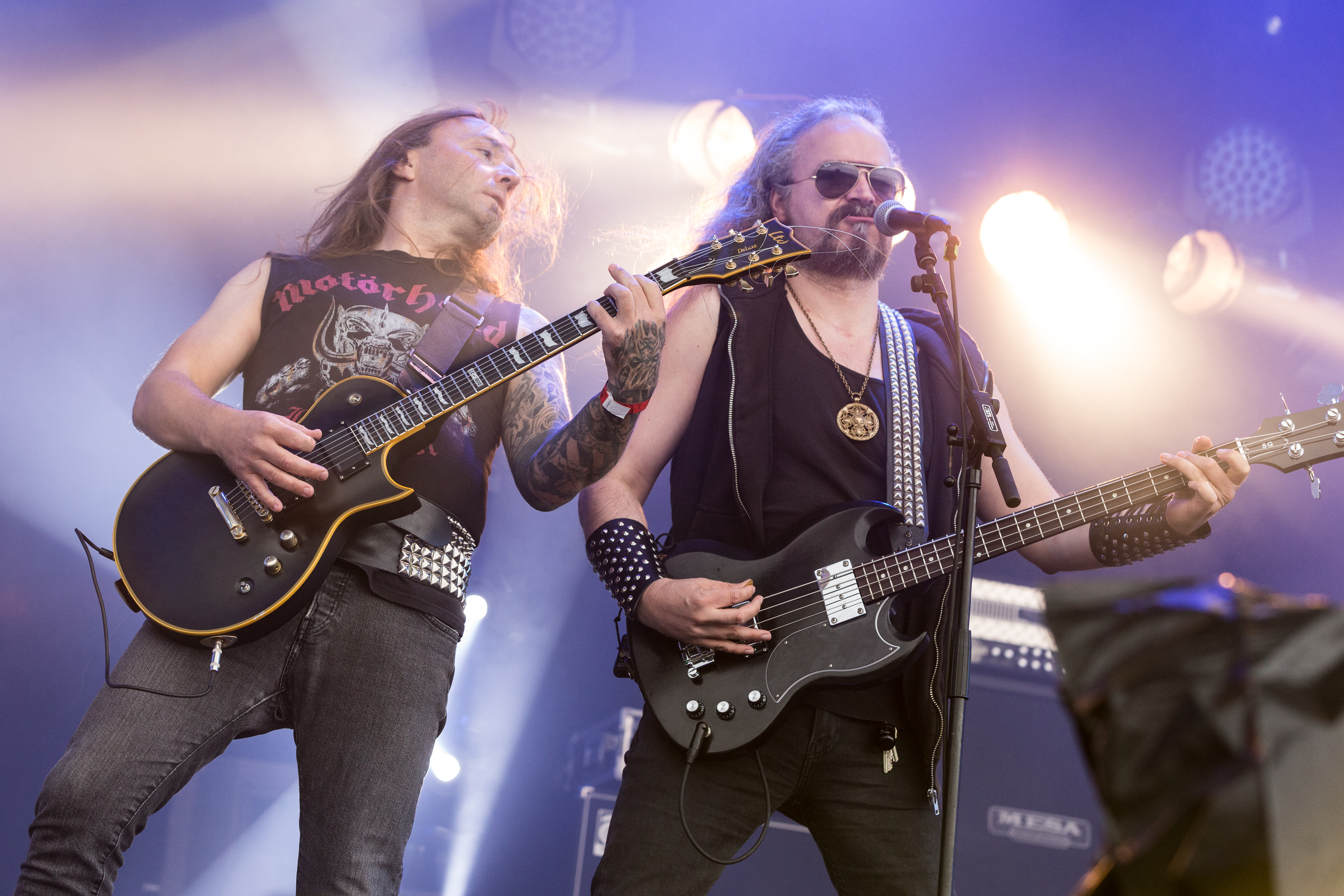
Blasphemer e Aggressor con gli Aura Noir al Party.San Metal Open Air 2017

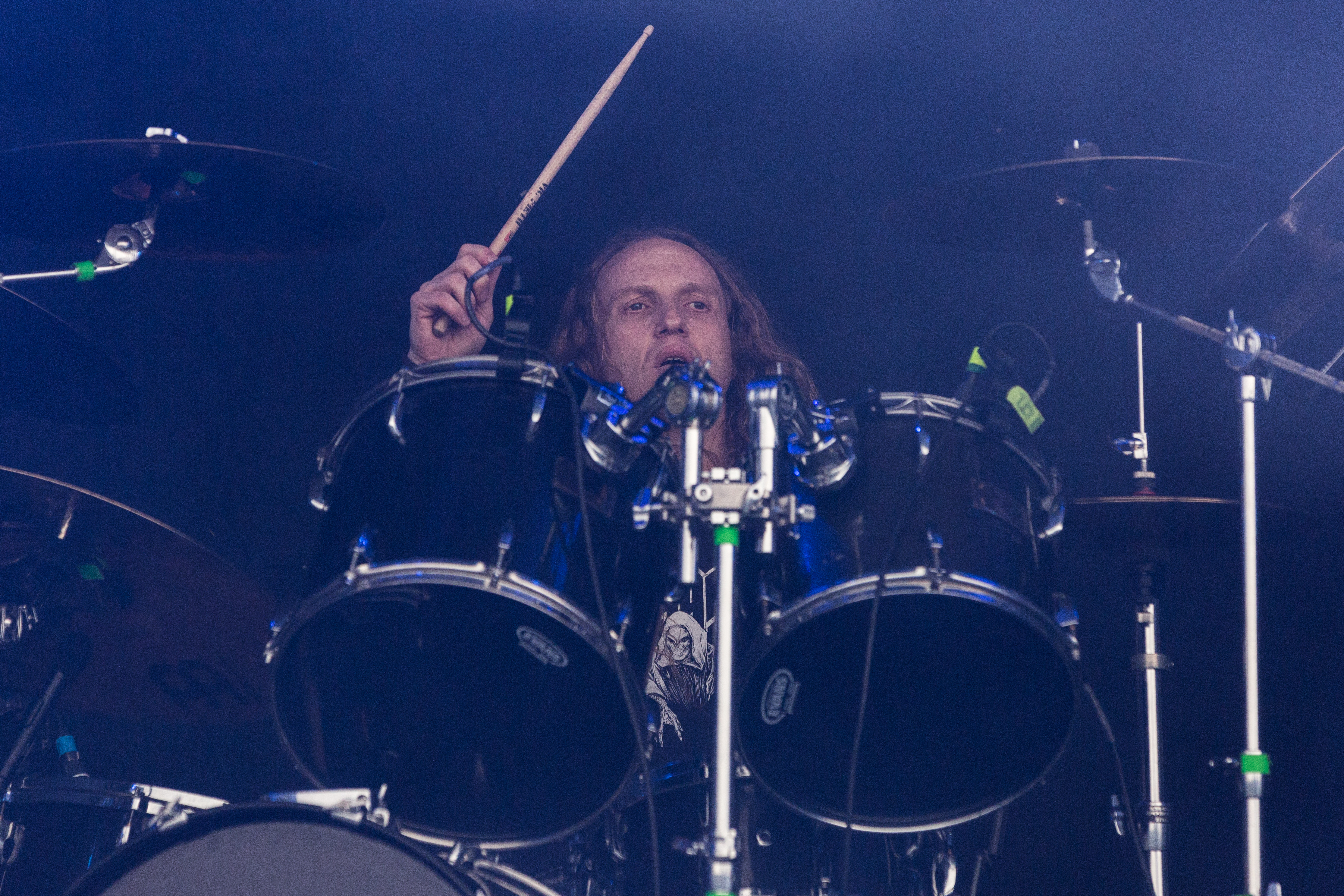
Apollyon

Il gruppo si formò nel 1993 grazie a Agressor (Carl-Michael Eide) e Apollyon (Ole Jørgen Moe) che pubblicarono alcuni demo prima di pubblicare l'EP Dreams Like Deserts nel 1995. Nel 1996 si unirono al chitarrista dei Mayhem Blasphemer (Rune Erickson), che partecipò alla creazione del loro primo disco, Black Thrash Attack.
Nel 1998 gli Aura Noir pubblicarono per la Hammerheart Records il loro secondo disco dal titolo Deep Tracts of Hell che vice anche la produzione artistica di Fenriz dei Darkthrone.
Nel 2004 la band è entrata sotto contratto della Tyrant Syndicate Productions, una sotto etichetta della Peaceville Records.
Con questa etichetta hanno pubblicato il loro più grande successo, l'album The Merciless. La band ha preso un lungo periodo di pausa, nel 2005, dopo un grave incidente accorso ad Agressor, il quale buttandosi o cadendo dall'altezza di 10 metri si fratturò gravemente gambe e bacino, rimanendo inizialmente paralizzato dalla vita in giù e rimanendo oltre un mese in coma.
Dopo lunghi periodi di terapia e riabilitazione il musicista è riuscito a rialzarsi in piedi e fida di poter tornare a camminare, anche se, avendo perso la mobilità delle caviglie, non potrà riprendere a suonare la batteria (ruolo che, in quanto polistrumentista, a volte assumeva nella band).
Nel 2008 sono tornati con un nuovo album intitolato Hades Rise.

## Formazione
- Aggressor (Carl-Michael Eide) - chitarra, basso, batteria e canto
- Apollyon (Ole Jørgen Moe) - chitarra, basso, batteria e canto
- Blasphemer (Rune Erickson) - chitarra

## Discografia

### Album in studio
- 1996 - Black Thrash Attack
- 1998 - Deep Tracts of Hell
- 2004 - The Merciless
- 2008 - Hades Rise
- 2012 - Out to Die
- 2018 - Aura Noire

### EP
- 1995 - Dreams Like Deserts

### Raccolte
- 2000 - Increased Damnation
- 2005 - Deep Dreams of Hell

### Demo
- 1993 - Untitled Demo
- 1994 - Two Voices, One King